# Abripiquem
El reino de Abripiquem y su pueblo de origen akan, se formaron con clanes y refugiados expulsados durante la guerra entre los reinos Denkyira y la Confederación de los Estados Asantes (1650-1670). Constituyeron un Estado que se situó al suroeste de Ghana. Tuvieron relación y algunos formaron parte antes de la guerra de los pueblos adisi, ewotré  agwa, kompa y otras etnias lagunares. Mantuvieron relaciones con los estados sefwi de Anwhiaso, Bekwai, Wiawso, Assini y Ankobra, además de las ciudades de la costa. Estuvieron bajo dominio de las fuerzas del reino de Nzima y junto a Jamor y Ankobra fueron parte de otro nuevo reino conocido en Europa como Apolonia (s.XVIII).
Parte de la cultura sefwi (akan), los abripiquem fueron buenos guerreros en el pasado. La agricultura destaca como fuente de recursos en sus aldeas donde los cultivos de coco, frutas, aceite de palma y café son los más importantes. La pesca es otro elemento fundamental en su economía.